# Tours villamosvonal-hálózata
Tours villamosvonal-hálózata (francia nyelven: Tramway de Tours) jelenleg egy vonalból és 29 állomásból áll, a hálózat teljes hossza 14,8 km.
A villamospálya nyomtávolsága 1435 mm, a villamosok 750 V egyenáramú felsővezetékről üzemelnek.
A jelenlegi villamosüzem 2013 augusztus 31-én nyílt meg. 2016-ban naponta 65 ezer utas utazott vele.

## Története
Toursban már korábban is közlekedett villamos. Az első vonal 1877ben nyílt meg még lóvontatással. Később áttértek a gőzvontatásra majd 1898-ban a villamos üzemre. A hálózat a második vilkágháboúban súlyos károkat szenvedett, a villamosszínt is bombatalálat érte. A létesítményeket a lehető legnagyobb mértékben megjavították és a hálózatot 1949. szeptember 14-ig még tovább működtették, ezután az villamosokat buszokkal helyettesítették.
A városba a villamos 64 évnyi szünet után tért vissza modernebb, megújult formában.

## Képek

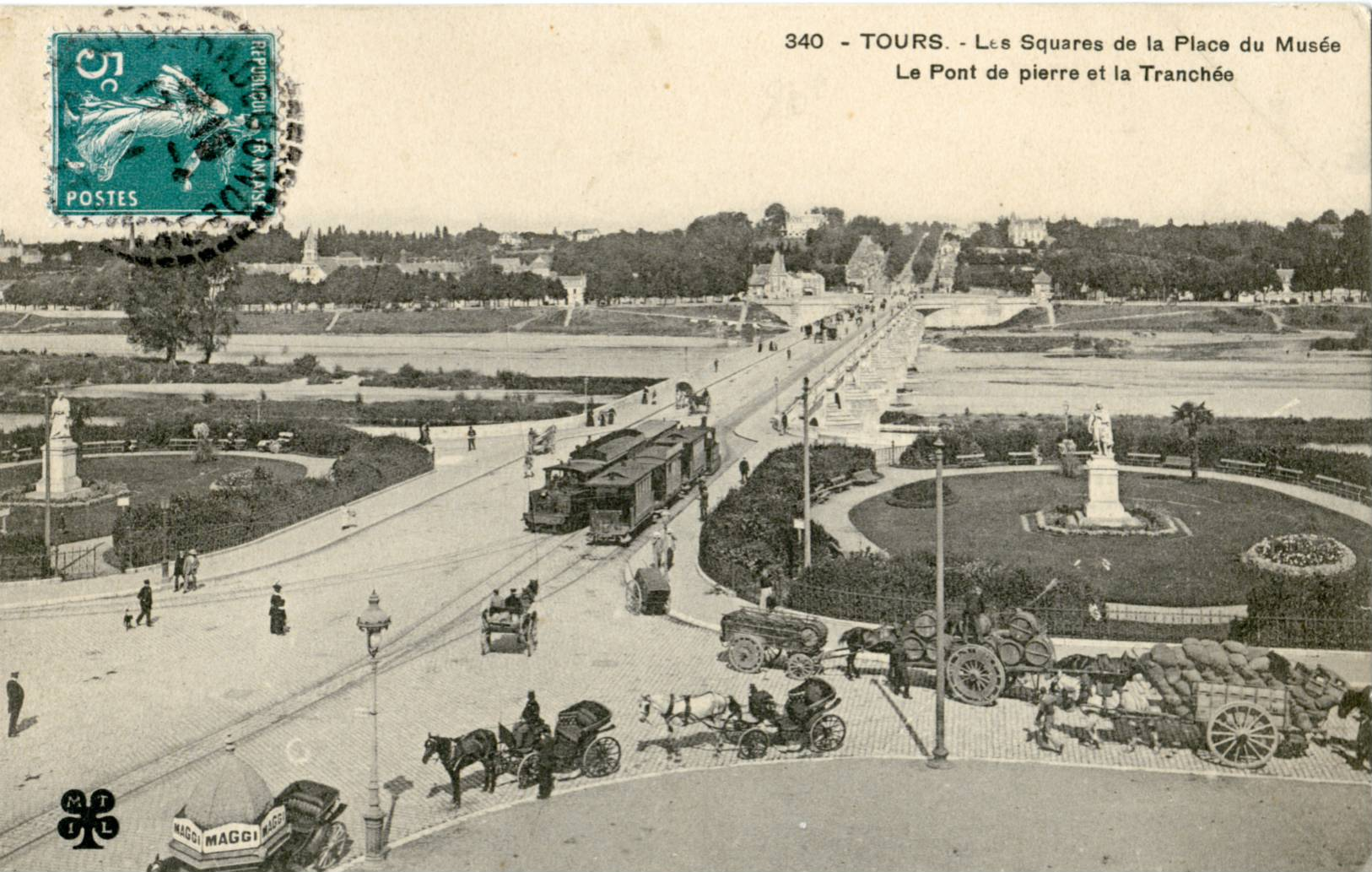
Az egykori villamos
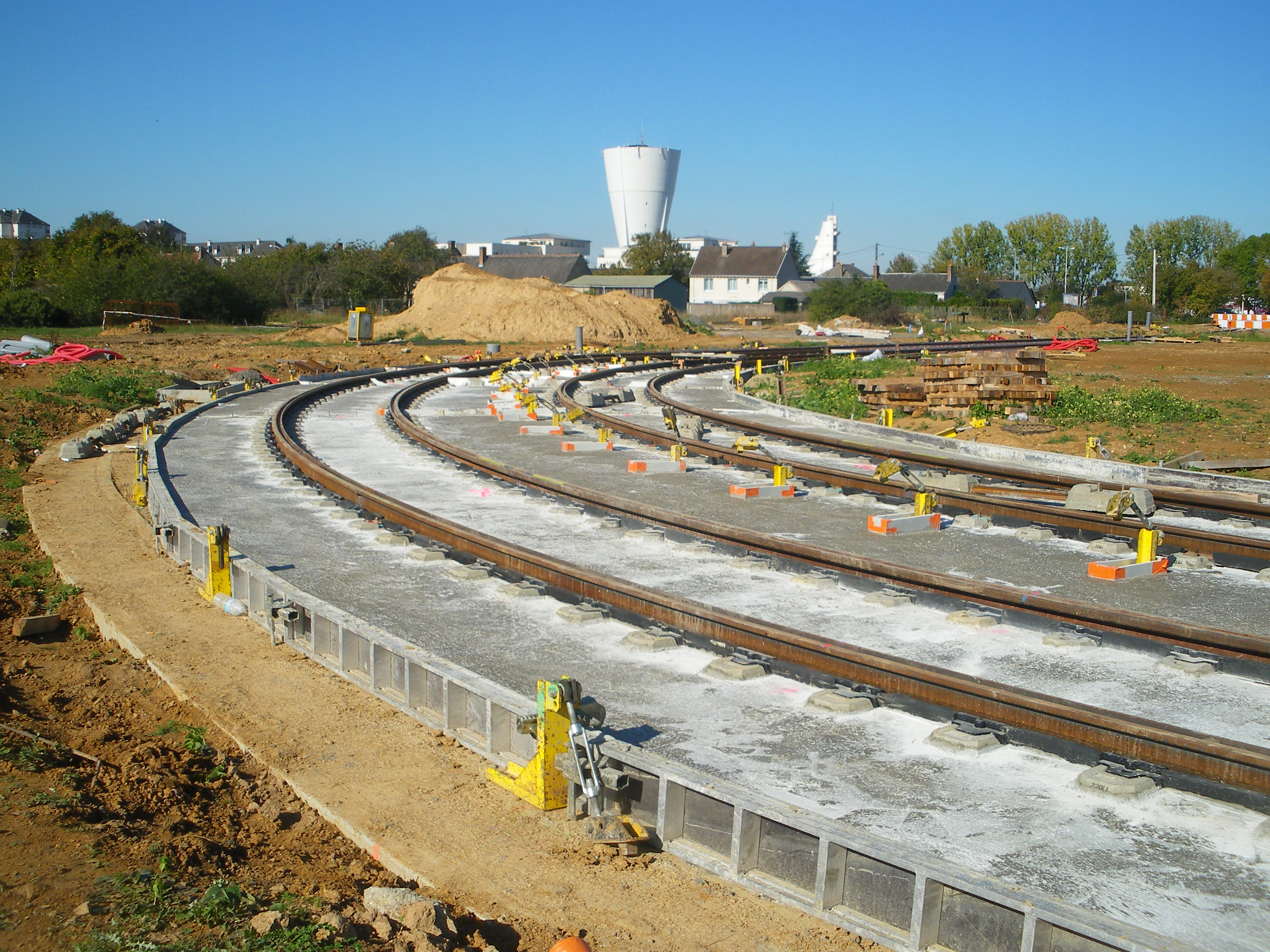
Épül az új pálya
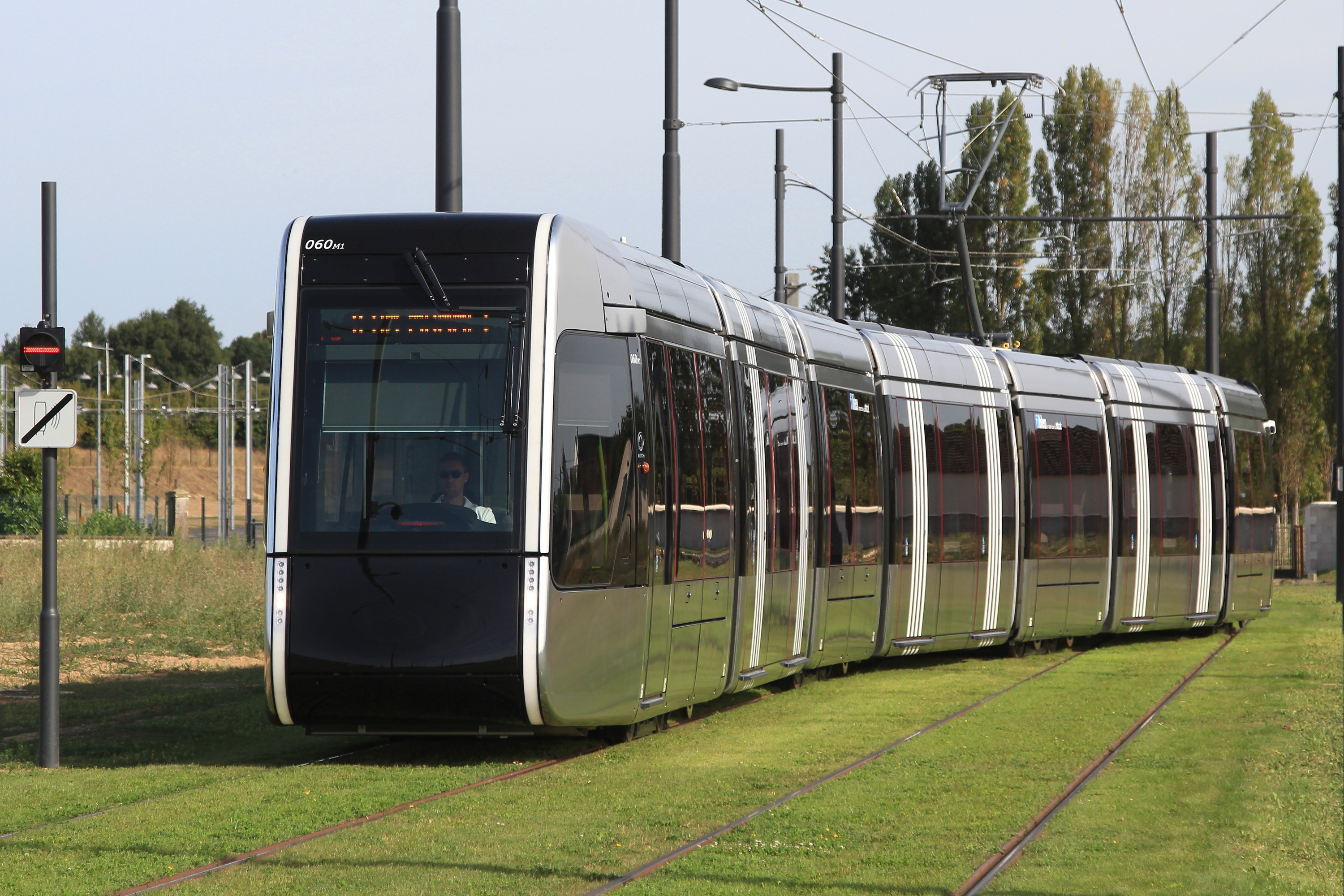
Füvesített villamospálya
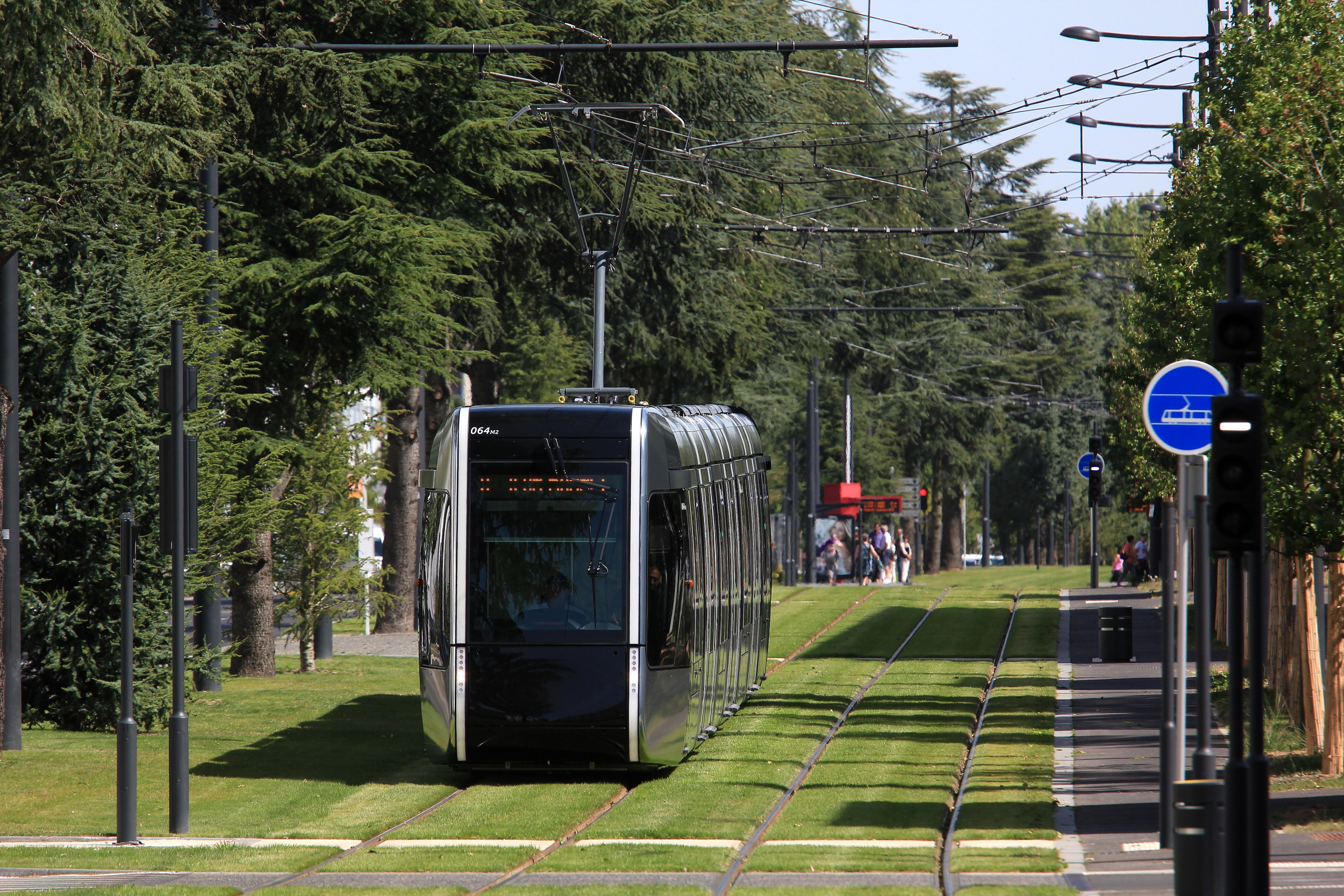
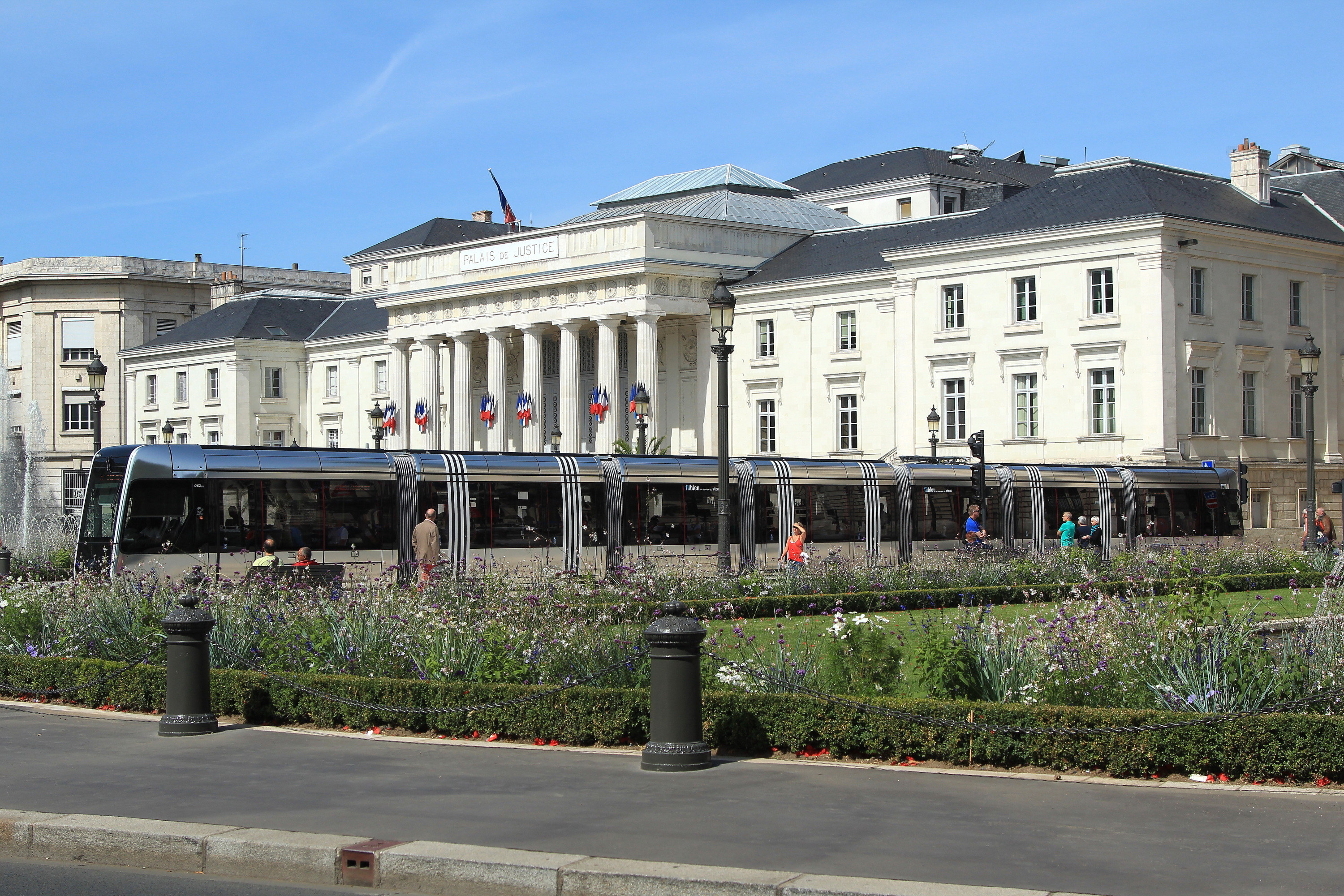
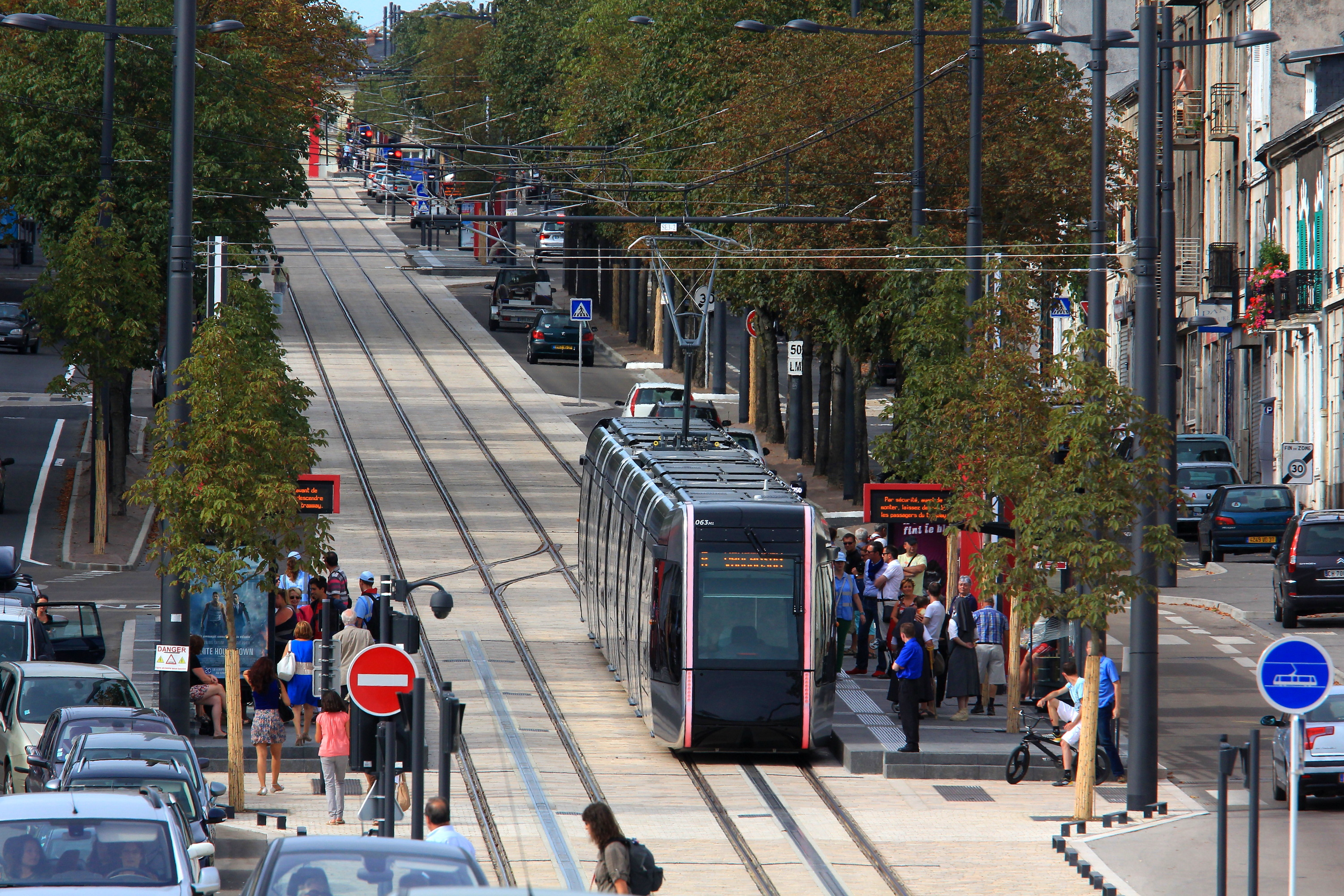
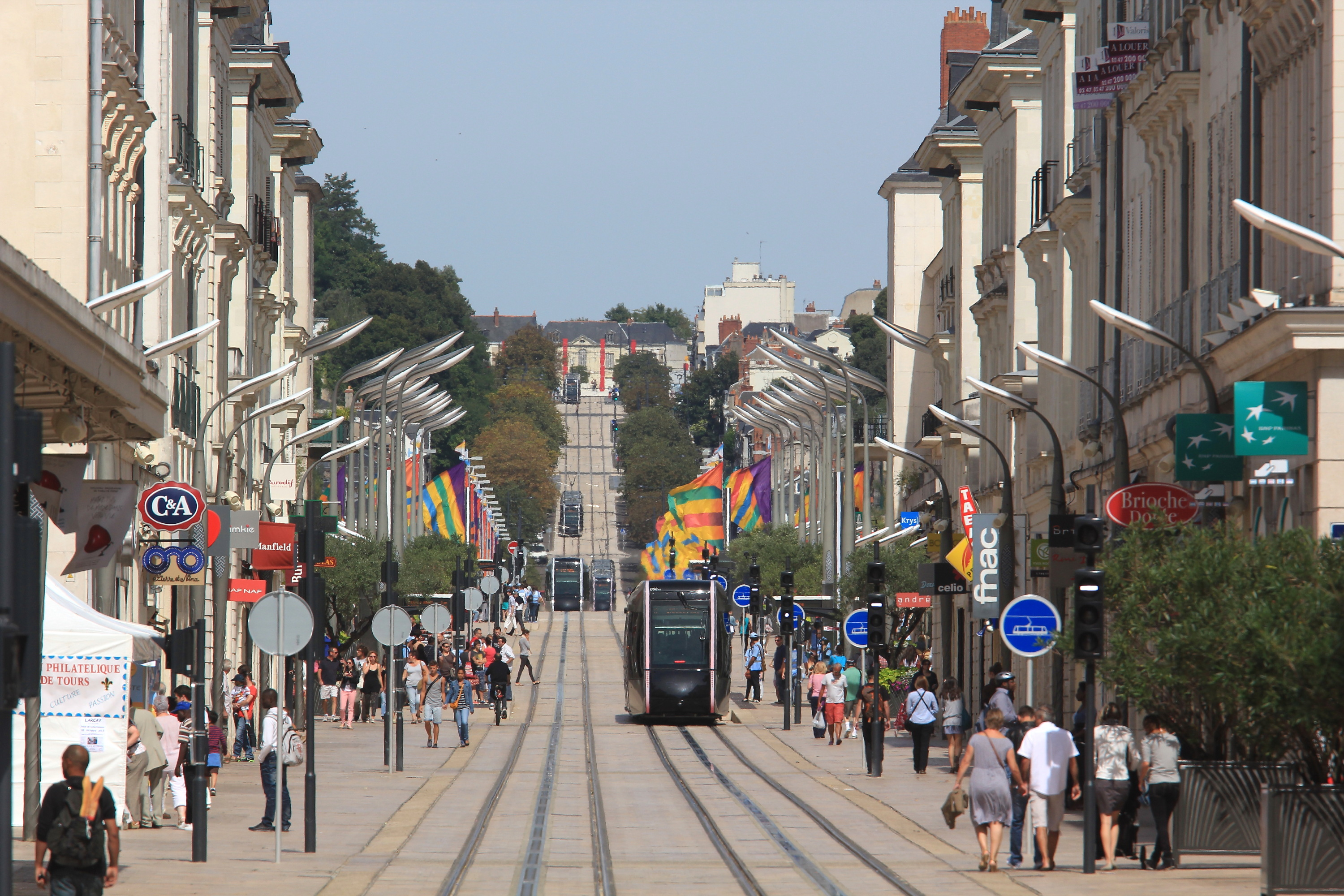